# 高草郡
高草郡是過去屬於因幡國的郡。已於1896年3月29日與氣多郡合併為氣高郡。

## 歷史
在大化革新前，曾是因幡國主要統治者因幡國造氏的根據地。
根據《和名抄》，高草郡過去下轄神戶、倭文、味野、古海、能美、布勢、野坂、刑部等8鄉。

### 年表
- 1889年10月1日：實施町村制，此時高草郡下轄：砂見村、岩坪村、大和村、美穗村、蒲野部村、海德村、福富村、東鄉村、明治村、穩治村、豐實村、湖山村、松保村、千代水村、賀露村、吉岡村、大鄉村、末恒村。（18村）
- 1896年3月29日：與氣多郡合併為氣高郡。